# Нощен клуб
Нощен клуб (музикален клуб, дискотека, диско клуб, или просто клуб) е място за забавление през нощта, състоящо се от танцова площадка, светлинно шоу и сцена за жива музика или диск жокей (DJ), който възпроизвежда записана музика.
Нощните клубове са по-малки от места за жива музика като театри и стадиони. Често в клуба има малко или никакви места за сядане.
Нощните клубове обикновено ограничават достъпа до хора по отношение на възраст, облекло, лични вещи и неподходящо поведение. Нощните клубове обикновено имат дрес кодове, за да забранят на хора с неформално, неприлично, обидно или свързано с банди облекло да влизат. За разлика от другите забавни места, нощните клубове по-често използват портиери, за да преглеждат потенциалните посетители за влизане.
Най-натоварените нощи за нощен клуб са петък и събота. Повечето нощни клубове се насочват към определен жанр на музика или звук за маркетингов ефект. Някои нощни клубове могат да предлагат храна и напитки (включително алкохолни напитки).

## История

### 70-те и 80-те години:
Развитието на нощните клубове: СССР, САЩ, Великобритания, Германия, Франция и много други страни започнаха да развиват своята култура. От този момент нощните клубове се освободиха от репутацията на места, където се събираха криминални елементи и богема, те станаха подходящи места за забавления за образованите средни класи. През 70-те години започна нов период. Периодът на диското. Сребърният завъртащ се топ над тавана, високата танцувална площадка, където известни диско певци като Глория Гейнър, Бони Eм и други се представяха.

### 80-те години: СССР и другите страни:
80-те години станаха време на разцвет и разпространение на клубната култура още повече, отколкото преди десетилетие. Ако тогава клубовете се развиваха само в западните страни, сега те се развиват по целия свят, включително и в СССР. Въпреки това, ако по света бяха откривани предимно танцови клубове, в СССР те придобиха статут на закрити клубове, където почитателите на музиката я слушаха в оригинал, т.е. на живо. Рок и джаз клубовете бързо намериха своята аудитория, но танците много дълго оставаха в тесен кръг на професионалисти и не бяха разглеждани като забавление до началото на 90-те години.

## В днешно време
Когато развитието на нощните клубове се осъществява в условията на остра конкуренция, достъпът до техните забавления става достъпен за всеки, който иска да се докосне до тях, и тогава битката за по-висок статус и активно посещение се спечелва от клуба, който може да предложи най-доброто качество на обслужване, най-забавните забавления и най-увлекателната концепция. Затова най-добрите нощни клубове се отличават с репутация на концептуални заведения със свой собствен, неповторим стил.

### Дрес код
Мнозина нощни клубов изискват дрес-код, за да гарантират присъствието на определен тип клиенти в заведението. Някои елитни нощни клубове забраняват да се носят кецове или дънки, докато други рекламират неясен дрес-код "облечи се за впечатление", който позволява на портиерите да дискриминират по свое усмотрение тези, които желаят да влязат в клуба.
Множество изключения се правят относно дрес-кодовете на нощните клубове, като отказът за влизане се запазва обикновено за най-големите нарушители на правилата или тези, които не са подходящи за партито.
Рейв партиите обикновено позволяват и насърчават носенето на клубни дрехи, като съзнателно провокативни и екстравагантни облекла, предназначени за танци и експозиция.
Определени нощни клубове, като фетиш клубовете, могат да приложат дрес-код (BDSM) като само кожени облекла, само гумени облекла или фантастичен дрес-код.